# People Get Ready
People Get Ready är Curt & Rolands tredje LP-skiva, och spelades in i Cavatina Studio i Kumla och i Europafilm Studio. Utgiven 1972.
Bland musikerna på skivan märks Kenth Larsson på steelguitar och Björn Alriksson på munspel. De var även medlemmar i countrybandet Country Road.

## Låtlista
Sida A
1. Put Your Hand In The Hand
2. The Great Judgement Day
3. Harp With Golden Strings
4. People Get Ready
5. Keep Your Mighty Hand On Me

Sida B
1. Try A Little Kindness
2. In God I Trust
3. Country Comfort
4. On The Wings Of A Dove
5. Standing On The Promises